# Hanhijärvi (Gällivare socken, Lappland, 748442-176210)
Hanhijärvi är en sjö i Gällivare kommun i Lappland och ingår i Kalixälvens huvudavrinningsområde. Sjön har en area på 0,0444 kvadratkilometer och ligger 326,1 meter över havet.

## Delavrinningsområde
Hanhijärvi ingår i det delavrinningsområde (748362-176636) som SMHI kallar för Mynnar i Kalixälvens vattendragsyta. Medelhöjden är 315 meter över havet och ytan är 16,78 kvadratkilometer. Räknas de 3 avrinningsområdena uppströms in blir den ackumulerade arean 86,77 kvadratkilometer. Kääntöjoki som avvattnar avrinningsområdet har biflödesordning 2, vilket innebär att vattnet flödar genom totalt 2 vattendrag innan det når havet efter 219 kilometer. Avrinningsområdet består mestadels av skog (87 procent) och sankmarker (11 procent). Avrinningsområdet har 0,05 kvadratkilometer vattenytor vilket ger det en sjöprocent på 0,3 procent.